# جوانمردی (خانمیرزا)
جوانمردی، روستایی در دهستان جوانمردی بخش مرکزی شهرستان خانمیرزا در استان چهارمحال و بختیاری ایران است. این روستا، مرکز دهستان جوانمردی است.

## جمعیت
بر پایه سرشماری عمومی نفوس و مسکن در سال ۱۳۹۵، جمعیت این روستا برابر با ۲٬۳۸۵ نفر (۷۱۴ خانوار) بوده‌است.